# 碲化铅
碲化铅是铅的碲化物，化学式为PbTe。它是一种窄带半导体，带隙为0.32 eV。碲化铅在电流作用下的酸性或碱性溶液中比单质碲更容易氧化。
碲化铅在自然界中以碲铅矿的形式存在。

## 制备
碲化铅可由铅和碲的反应得到：
Pb + Te → PbTe
硼氢化钾与二氧化碲在碱性条件下和乙酸铅反应，可以得到PbTe：
TeO2 + 2 OH− → TeO32- + H2O
Pb2+ + TeO32- → PbTeO3
PbTeO3 + 6 BH4− → PbTe + 6 OH− +3 B2H6↑